# Lijst van grietmannen van Barradeel
Dit is een lijst van grietmannen van de voormalige Nederlandse grietenij Barradeel in de provincie Friesland tot de invoering van de gemeentewet in 1851.
| Ambtsperiode | Naam grietman                                        | Leven       | Bijzonderheden |
| ------------ | ---------------------------------------------------- | ----------- | --- |
| Rond 1420    | Jelmer van Adelen                                    |             | |
| Rond 1463    | Lolle Mernstra                                       |             | |
| 1502 - 1503  | Doeke Hettesz (Hemmema)                              |             | |
| 1504 - 1509  | Bernhard Metsch                                      | †1513       | ambtman van Harlingen, grietman van Barradeel en Hennaarderadeel                                                    |
| 1509 - 1512  | Hans van Grombach                                    | †1515       | Olderman van Harlingen en drossaard op het blokhuis; raadsheer Hof van Friesland                                    |
| 1512 - 1541  | Frits van Grombach (zu Eschefeld)                    | †1541       | Olderman van Harlingen en drossaard op het blokhuis; raadsheer Hof van Friesland.                                   |
| Rond 1526    | Sjaerdt Heslinga                                     |             | substituut grietman                                                                                                 |
| 1543 - 1546  | Jan van Egmondt van Merestein                        | †1546       | drossaard op het blokhuis in Harlingen, Schoonzoon van Frits van Grombach.                                          |
| 1546 - 1560  | Christoffel van Sternsee                             | †1560       | tevens drossaard op het blokhuis van Harlingen, Schoonzoon van Werp Ropta, grietman van Oostdongeradeel.            |
| 1547 - 1548  | Anthoenie van Reyswijck                              |             | substituut grietman                                                                                                 |
| 1547         | Sybrandus Wybranda                                   |             | Substituut grietman.                                                                                                |
| 1550         | Adriaan Michielszoon                                 |             | Substituut grietman. In 1556 en 1558 tevens burgemeester van Harlingen.                                             |
| Rond 1557    | Focke van Eijsinga                                   |             | Substituut grietman.                                                                                                |
| 1560 - 1575  | Georg van Espelbach                                  | ±1512-1575  | Ridder. drossaard van het kasteel van Harlingen.                                                                    |
| 1569 - 1575  | Schelto van Liauckama                                | 1519-1579   | substituut grietman                                                                                                 |
| 1575 - 1577  | Hernando de Bustamente                               |             | Tevens drossaard te Harlingen en luitenant van Robles.                                                              |
| 1577 - 1578  | Pieter Sickinghe                                     | †1578       | Heer van Zuidwold. Kapitein en drossaard te Harlingen.                                                              |
| 1578         | Gerbrant van Walthama                                |             | |
| 1578         | Hermanus Grapheus                                    |             | bewaarder van de grietenij                                                                                          |
| 1578 - 1579  | Duco van Martena                                     | 1530-1605   | |
| 1579         | Hendrik van Oijenbrugge                              | †1581       | |
| 1580 - 1599  | Tjalling van Sixma                                   | †1599       | |
| 1600 - 1610  | Johan van Hottinga                                   | †1610       | zwager van Tjalling van Sixma                                                                                       |
| 1610 - 1661  | Douwe van Hottinga                                   | †1662       | zoon van Johan van Hottinga                                                                                         |
| 1661 - 1674  | Douwe van Walta                                      |             | schoonzoon van Douwe van Hottinga                                                                                   |
| 1676 - 1684  | Douwe van Sixma                                      | †1652       | kleinzoon van Tjalling van Sixma                                                                                    |
| 1684 - 1689  | Agge van Sixma                                       | 1636-1699   | Broer van Douwe van Sixma                                                                                           |
| 1689 - 1703  | Wilco Holdinga thoe Schwartzenberg en Hohenlandsberg | †1704       | |
| 1703 - 1704  | Georg Wolfgang thoe Schwartzenberg en Hohenlansberg  | (1691-1738) | Zoon van Wilco Holdinga thoe Schwartzenberg en Hohenlandsberg. Later grietman van Dantumadeel en van Menaldumadeel. |
| 1704 - 1753  | Arent van Haersolte tot Hoenlo                       | †1760       | |
| 1753 - 1776  | Rutger van Haersolte tot Hoenlo                      | †1776       | Arent van Haersolte tot Hoenlo                                                                                      |
| 1776 - 1795  | Jan baron van Echten                                 | 1741-1796   | |
| 1795 - 1816  |                                                      |             | Geen grietmannen wegens de Franse Tijd.                                                                             |
| 1816 - 1828  | Carel Æmilius Els baron Collot d'Escury              | 1779-1828   | vader van Tjalling Minne Watse Els baron Collot d'Escury                                                            |
| 1828 - 1841  | mr. Age Tjepke Ruurd Sixma baron van Heemstra        | 1801-1862   | Later burgemeester van Kollumerland en Nieuwkruisland.                                                              |
| 1841 - 1851  | Hendrik Bonifacius van der Haer                      | 1812-1852   | Voorafgaand grietman van Ooststellingwerf.                                                                          |